# Kolding Challenger
Il Kolding Challenger, noto come Kobstaedernes ATP Challenger per motivi di sponsorizzazione, è stato un torneo professionistico maschile di tennis giocato sul cemento indoor, che faceva parte dell'ATP Challenger Tour. Si giocava annualmente tra il 2005 e il 2009 a Kolding, in Danimarca.

## Albo d'oro

### Singolare
| Anno | Campione         | Finalista      | Punteggio        |
| ---- | ---------------- | -------------- | ---------------- |
| 2005 | Dmitrij Tursunov | Steve Darcis   | 6–3, 6–4         |
| 2006 | Michaël Llodra   | Raemon Sluiter | 6–4, 6–4         |
| 2007 | Lukáš Lacko      | Gilles Müller  | 7–6, 6–4         |
| 2008 | Roko Karanušić   | Karol Beck     | 6–4, 6–4         |
| 2009 | Alex Bogdanović  | Ivan Dodig     | 3–6, 7–6(7), sq. |

### Doppio
| Anno | Campioni                      | Finalista                            | Punteggio        |
| ---- | ----------------------------- | ------------------------------------ | ---------------- |
| 2005 | Stephen Huss Johan Landsberg  | Frederik Nielsen Rasmus Norby        | 1–6, 7–6, [10–8] |
| 2006 | Jeff Coetzee Rogier Wassen    | Eric Butorac Travis Parrott          | 4–6, 6–4, [10–5] |
| 2007 | Frederik Nielsen Rasmus Norby | Philipp Petzschner Alexander Peya    | 4–6, 6–3, [10–8] |
| 2008 | Brendan Evans Chris Haggard   | James Auckland Todd Perry            | 6–3, 7–5         |
| 2009 | Martin Fischer Philipp Oswald | Jonathan Marray Aisam-ul-Haq Qureshi | 7–5, 6–3         |